# Aire urbaine de Lyon
L'aire urbaine de Lyon est une aire urbaine française centrée sur la ville de Lyon. Au 1er janvier 2017, elle compte 2 326 223 habitants.

## Caractéristiques générales
D'après la délimitation qu'en donne l'INSEE en 2010, l'aire urbaine de Lyon est composée de 499 communes, dont 172 sont situées dans le Rhône, 133 dans l'Ain, 131 dans l'Isère, 59 dans la métropole de Lyon et 4 dans la Loire.
En 2017, ses 2 326 223 habitants font d'elle la 2e aire urbaine de France après celle de Paris.
128 des communes de l'aire urbaine font partie de l'unité urbaine de Lyon.
Le tableau suivant détaille la répartition de l'aire urbaine sur les départements concernés :
| Département       | Communes | Communes (%) | Superficie (km²) | Superficie (%) | Population (2015) | Population (%) |
| ----------------- | -------- | ------------ | ---------------- | -------------- | ----------------- | -------------- |
| Ain               | 133      | 26,6         | 1 804,9          | 30             | 224 286           | 9,6            |
| Isère             | 131      | 26,3         | 1 582,9          | 26,3           | 312 100           | 13,4           |
| Loire             | 4        | 0,8          | 30,4             | 0,5            | 2 800             | 0,1            |
| Métropole de Lyon | 59       | 11,8         | 533,7            | 8,9            | 1 385 927         | 59,6           |
| Rhône             | 172      | 34,5         | 2 066,7          | 34,3           | 401 110           | 17,3           |
| Total             | 499      | 100          | 6 018,6          | 100            | 2 326 223         | 100            |

## Composition 2010

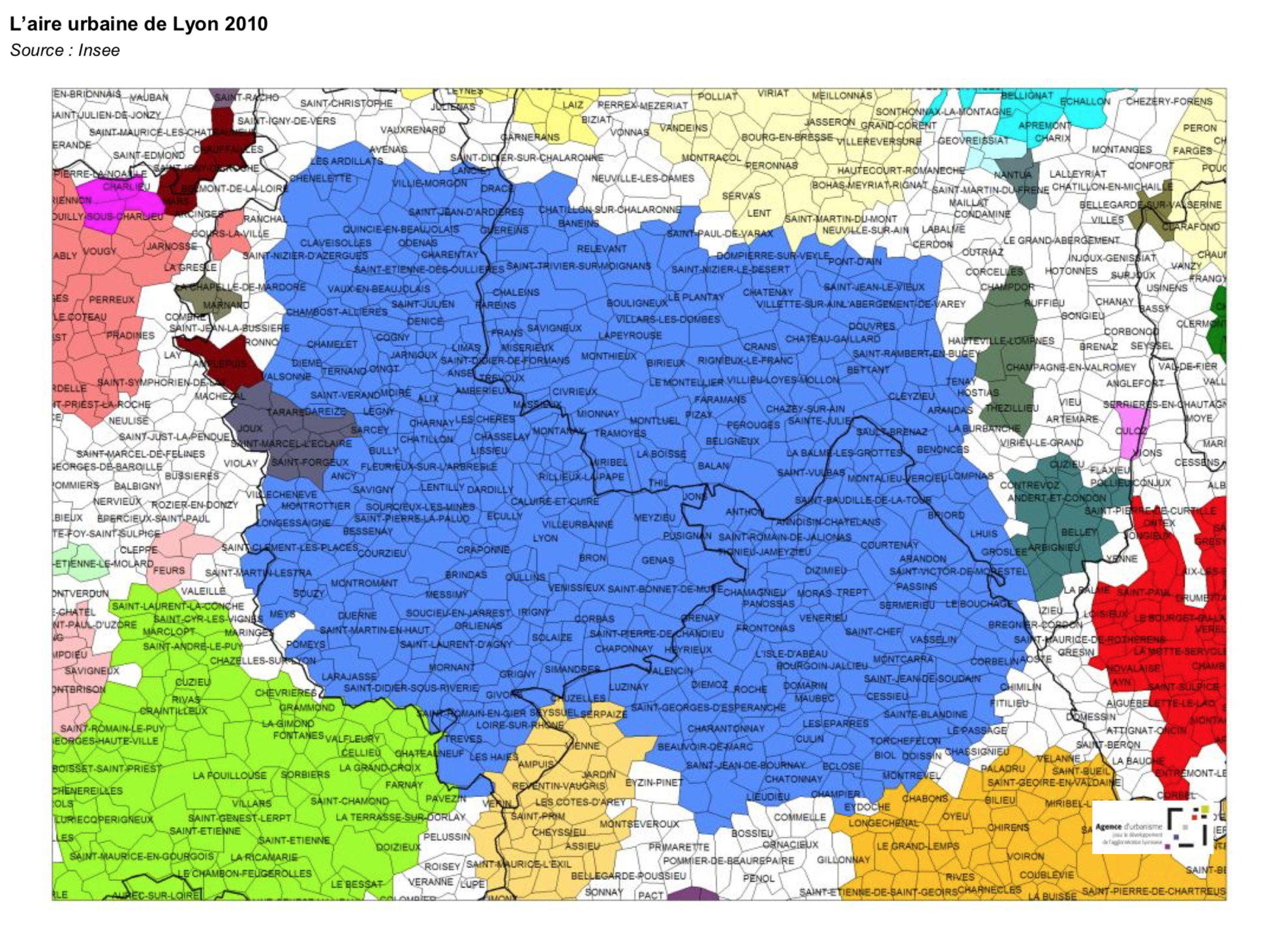
Travail géométrique de l'AUDAL d'après les données Insee définissant en bleu les communes faisant partie de l'aire Urbaine de Lyon.

L'aire urbaine de Lyon, selon le zonage de 2010, est composée des 499 communes suivantes :

## Démographie selon zonage de 2010
L'évolution démographique ci-dessous concerne l'aire urbaine selon le périmètre défini en 2010.
| 1968      | 1975      | 1982      | 1990      | 1999      | 2006      | 2011      | 2016      | 2017      |
| --------- | --------- | --------- | --------- | --------- | --------- | --------- | --------- | --------- |
| 1 496 571 | 1 633 961 | 1 707 081 | 1 829 233 | 1 947 257 | 2 084 675 | 2 188 309 | 2 310 315 | 2 326 223 |

## Composition 1999
L'aire urbaine de Lyon, selon le zonage de 1999, était composée des 296 communes suivantes :